# Vasilije Medan
Vasilije Medan (Hercegovina, 1907. – Beograd, 9. ožujka 1942.), bio je jugoslavenski novinar, pravnik, šahist i književnik. Živio je u Beogradu kao suradnik Politike. Objavio je nekoliko feljtona, a radio je i na jednom romanu. Prevodio je s ruskog i francuskog. Najpoznatiji je po prijevodu šahovske knjige Moja šahovska karijera trećeg svjetskog šahovskog prvaka Joséa Raúla Capablance kojemu je iskazao divljenje u uvodu knjige. 
Radio je za Narodnooslobodilački pokret. Uhapšen je i odveden u logor u Banjici (gradska četvrt Beograda) gdje je strijeljan 9. ožujka 1942. kao žrtva nacizma, dan poslije smrti Joséa Raúla Capablance.